# Divino Amore (Marino)
Divino Amore è il nome con cui è conosciuta un'area di circa quattrocento ettari di terreni situati lungo via del Divino Amore e ricadenti nel comune di Marino, in provincia di Roma, giusto ai confini con la zona Z.XXIII di Castel di Leva del comune di Roma Capitale. Il toponimo è dovuto alla vicinanza del conosciuto santuario della Madonna del Divino Amore.
L'area, resa edificabile dal piano regolatore generale di Marino del 2000, dopo dieci anni di controverse vicende sarà oggetto di una massiccia urbanizzazione a destinazione residenziale e commerciale, per un totale di circa 900.000 m3 di costruzioni ed oltre 8000 nuovi residenti stimati. La questione, da dieci anni, è al centro del dibattito politico locale, e l'urbanizzazione ha scatenato notevoli proteste anche oltre il livello comunale, poiché l'area era stata nel frattempo proposta (nel 2005) per l'inserimento nel perimetro del Parco Regionale dell'Appia Antica come rimanenza pressoché intatta dell'Agro Romano.

## Geografia fisica
La relazione descrittiva della proposta di ampliamento del Parco Regionale dell'Appia Antica cita il decreto ministeriale del 24 febbraio 1986 (istitutivo della zona archeologica di Mugillae) che descrive così quest'area:
(Decreto ministeriale del 24 febbraio 1986.)
La parte marinese è attraversata dai fossi di Fioranello e della Giostra, che in comune di Roma assume la denominazione di fosso del Divino Amore. Il primo si origina da tre ruscelli, di cui il più importante è il fosso delle Scopette, a 152 m s.l.m. lungo la ferrovia Roma-Velletri, a sud di Santa Maria delle Mole. Il secondo, invece, incomincia a quota 128 m s.l.m. ai piedi del rilievo più alto della zona, Colle Granato (161 m s.l.m.). Entrambi i corsi d'acqua appartengono al bacino idrografico del fiume Tevere: scorrono praticamente paralleli fino a confluire nel fosso del Torrino e da lì nel Tevere all'altezza del Torrino.
La Carta Geologica d'Italia classifica gran parte del suolo dell'area di natura tufacea con inserti leucitici, ma la parte del Casale Negroni verso est si trova su un banco di peperino dovuto ad un'antica colata lavica di grandi dimensioni, eruttata dal Vulcano Laziale prima del suo collasso, tra i 600.000 ed i 20.000 anni fa.

## Storia

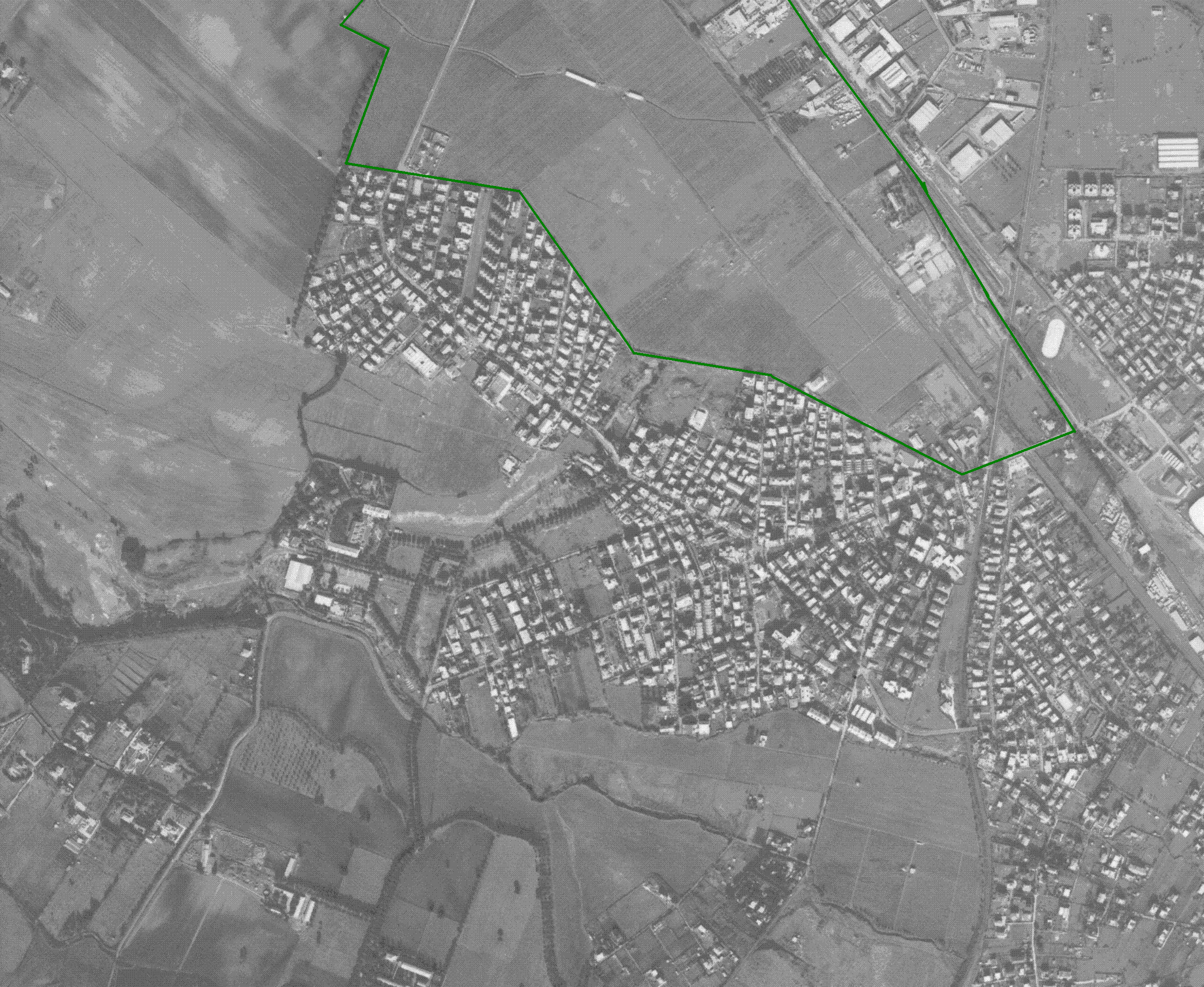
Foto aerea di Santa Maria delle Mole negli anni Ottanta, con il perimetro del Parco Regionale dell'Appia Antica tracciato in verde (in alto al centro) e l'area di Mugillae (a sinistra).

### Precedenti
L'idea di costruire nella parte marinese del Divino Amore nacque alla fine degli anni Ottanta, quando l'allora sindaco di Marino Giulio Santarelli, già deputato e sottosegretario con il Partito Socialista Italiano, propose una variante al piano regolatore generale del 1979 in cui l'area del Divino Amore sarebbe passata da zona agricola a zona industriale.
Alla metà degli anni Novanta in alcuni ambienti del centrosinistra locale allora al governo si fece avanti l'idea di spostare in quell'area gli studios di Cinecittà, costituiti in società per azioni nel 1997. Il progetto tuttavia rimase lettera morta. Intanto nella parte romana del Divino Amore l'urbanizzazione procedeva spedita: nella zona urbanistica di Castel di Leva tra il 2001 ed il 2010 l'aumento della popolazione è stato del 70,3%, arrivando a toccare quota 30.000 abitanti.
Negli anni della giunta di centrosinistra del sindaco Rosa Perrone (1996-2000) venne approvato dal Consiglio comunale di Marino con delibera 133/1999 un piano di lottizzazione per la località Divino Amore. In sede di vaglio della Regione Lazio, il comitato tecnico regionale diede un parere tecnico negativo al piano, sostenendo "la mancanza di necessità produttive". Il Comune di Marino adottò lo stesso il piano controdeducendolo (delibera 31 del 24 marzo 2000), ed adottò anche il piano particolareggiato per la zona industriale Divino Amore (delibera 24/2000).
La Regione Lazio, all'epoca governata dal centrosinistra, presentò ricorso al TAR per l'annullamento della delibera 133/1999 del Comune di Marino (RG 4887/2000, ricorso dichiarato perento per inattività nel 2014), mentre la nobildonna Maria Teresa Lanza di Roccagiovane, proprietaria di terreni limitrofi alla zona del Divino Amore, presentò anch'essa al TAR due ricorsi nei confronti del Comune di Marino rispettivamente contro le delibere 31/2000 (NRG 10474/2000, dichiarato perento per inattività nel 2013) e 24/2000 (NRG 9025/2000, dichiarato perento per inattività nel 2014).
Il Tribunale Amministrativo Regionale con ordinanza n° 49/2000 accolse la richiesta di sospensiva dell'efficacia delle delibere e delle costruzioni previste.

### La redazione del PRG
Le elezioni amministrative marinesi del 2000 furono vinte, per la prima volta dal 1946, dal centrodestra. Il nuovo sindaco Fabio Desideri cominciò a lavorare alla redazione di un nuovo piano regolatore generale, sospendendo l'iter di circa una decina di varianti al vecchio piano del 1979 in cantiere. Varato nel 2000 (delibera 62 del 24 novembre 2000), il prg fu approvato dal Consiglio regionale (giunta Storace) il 29 ottobre 2004, dopo che il comitato tecnico regionale nella seduta del 21 ottobre di quell'anno aveva tagliato dal piano circa 4.000.000 di metri3. I tagli di cubatura riguardarono in particolare la vasta zona D6 ("zone produttive - impianti industriali e attività artigianali") prevista per il Divino Amore. Marino era ed è sprovvista di un'area artigianale, e l'area del Divino Amore si prestava ad ospitarla grazie alla posizione baricentrica tra le vie Ardeatina e Nettunense, alla vicinanza della ferrovia Roma-Velletri e di un'area in forte crescita come Castel di Leva in comune di Roma, oltre alla preesistenza fin dagli anni Settanta dell'impianto industriale di distillazione ed imbottigliamento della Cantina Sociale Gotto d'Oro.
Nel frattempo la giunta Desideri era caduta, e dopo la parentesi commissariale alle amministrative del 2003 aveva vinto il candidato del centrosinistra Ugo Onorati, caduto anch'egli nel marzo 2005. Nello stesso periodo il presidente della Regione Francesco Storace, in scadenza di mandato, nominò tre commissari ad acta per esercitare i poteri sostitutivi regionali ex art. 21 dpr 380/2001, ed emettere in questo caso i permessi a costruire su istanza degli interessati, in particolare in relazione alla zona del Divino Amore, contraddicendo sia l'ordinanza di sospensione del TAR del 2000 sia - in parte - le conclusioni del comitato tecnico regionale del 2004.
Le elezioni regionali del 2005 furono vinte dal centrosinistra guidato da Piero Marrazzo, il quale revocò le nomine dei commissari ad acta annullandone gli atti (decreto del Presidente della Regione Lazio 50325 del 5 agosto 2005). Nel frattempo il commissario prefettizio di Marino, dottor Ferdinando Santoriello, impugnò di fronte al TAR la nomina dei commissari (NRG 9628/2005, dichiarato perento nel 2014).
D'altra parte i costruttori interessati, che già si erano impegnati acquistando i terreni della zona, fecero ricorso al TAR contro la revoca del commissario e l'annullamento dei suoi atti, ed il tribunale amministrativo diede loro ragione sospendendo la revoca dei commissari e dei loro atti (ordinanza 7319 del 15 dicembre 2005). con grande sorpresa degli ambientalisti. La Regione Lazio ed il Comune di Marino, ancora commissariato, fecero ricorso contro quest'ultima sentenza al Consiglio di Stato, che il 30 maggio 2006 ordinò la sospensione di ogni modifica urbanistica sull'area del Divino Amore.

### L'ampliamento del parco dell'Appia antica
Gli ambientalisti, per correre ai ripari, avevano iniziato a pensare alla proposta di inserimento dell'area del Divino Amore nel perimetro del non lontano Parco Regionale dell'Appia Antica. La proposta di ampliamento venne formulata dall'assessore regionale all'Ambiente Angelo Bonelli ed approvata dalla giunta regionale (ancora di centrosinistra) il 20 settembre 2005, nel pieno della battaglia legale per il cambio di destinazione. La proposta Bonelli prevedeva l'inserimento nel Parco di 989 ettari ricadenti nei comuni di Marino e Roma, adducendo come motivazione la necessità di conservare aree agricole periurbane di pregio. Infatti la variante al P.R.G. di Roma del 2004 (il cosiddetto "piano delle certezze" della giunta Veltroni) classificava quelle zone come zona H2 ("Agro Romano vincolato"), mentre il Piano paesistico regionale descriveva la zona marinese con le tipologie MA3 ("zona agricola") e MA5/3 ("zona agricola poco compromessa"). Bonelli si richiamava al decreto ministeriale del 24 febbraio 1986, che previde l'inserimento tra le zone di interesse archeologico dell'area dell'antico insediamento latino di Mugillae, ai sensi della legge n° 431 dell'8 agosto 1985. L'area archeologica, vincolata dalla Soprintendenza Archeologica del Lazio a partire dal 1986, è posta a cavallo dei comuni di Roma e Marino, ed anzi le emergenze più significative si trovano nella parte marinese sul versante di sud-est. Tuttavia, la proposta di legge regionale sull'ampliamento non è mai arrivata in porto, a causa delle forti pressioni dei comuni interessati a costruire per fare cassa e dei costruttori impegnati nelle urbanizzazioni.
Del resto già nel 2001 il Parco regionale dell'Appia antica aveva proposto un ricorso al TAR del Lazio contro il Comune di Marino (NRG 1824/2001), contestando la delibera 62/2000 di approvazione della variante generale al piano regolatore relativamente a tre sottozone, di cui a dire dell'Ente parco ricorrente era stata illegittimamente cambiata la destinazione nonostante fossero incluse nel perimetro del Parco. La sezione 2-bis del Tribunale amministrativo regionale del Lazio, sede di Roma, rigettò il ricorso con sentenza del 20 marzo 2008, osservando peraltro in via incidentale (in risposta alle osservazioni presentate con intervento ad adiuvandum dal Parco regionale dei Castelli Romani, intervenuto nel giudizio) come l'area di 50 ettari in località Divino Amore con destinazione D6 fosse esterna al perimetro del Parco e priva di vincoli, anche se ricadente in zona E3/3 per il piano territoriale paesistico.

### Vicende successive
Le elezioni amministrative del 2006 furono vinte dal candidato di centrodestra Adriano Palozzi. Per aggirare l'ordinanza del Consiglio di Stato e sbloccare la situazione la nuova amministrazione approvò in consiglio comunale l'annullamento dei vincoli paesistici esistenti sull'area del Divino Amore, escludendola così dalla tutela del Piano paesistico regionale. Con altra delibera consiliare del 9 maggio 2007, la giunta Palozzi annullò la sospensione delle previsioni edificatorie sul Divino Amore: prevedibilmente, contro la decisione fu presentato atto di diffida e messa in mora da Legambiente e da altre associazioni di tutela del territorio.
L'amministrazione si è difesa dalle accuse dell'opposizione, durante la campagna elettorale per le amministrative 2011, sostenendo che era stata la giunta di centrosinistra di Onorati nel 2003 a votare la versione del piano regolatore generale con i 2.000.000 di metri3 al Divino Amore, con il voto contrario dell'allora opposizione di centrodestra, che anzi una volta al governo si era impegnata a dimezzare le cubature.
Durante la campagna elettorale del 2011, è emersa anche la voce, cavalcata da più liste civiche, dell'esistenza di una sorta di accordo bypartisan sottobanco sull'urbanizzazione del Divino Amore. Secondo questa tesi, il fratello dell'ex-segretario del Partito Democratico e sindaco di Roma Walter Veltroni, Valerio, avrebbe espresso interesse ad acquistare, in tandem con il gruppo Parnasi, la maggior parte delle quote edificatorie, finora ripartite in tre parti uguali del 28% appartenenti ai gruppi Pacifici, Pratesi e Schiaffini ed in una quota più frammentata del 16%. Ad oggi, questa tesi pare non verificata. Il Partito Democratico locale si è difeso dall'accusa ed ha espresso la propria contrarietà all'urbanizzazione, anche se con toni diversi dal resto della coalizione di centrosinistra (costretta all'opposizione anche alle amministrative del 2011).
Il 31 gennaio 2008 il Dipartimento del Territorio della Regione Lazio ha dato parere negativo alla richiesta, avanzata dal Comune di Marino, di modificare la previsione urbanistica del comparto di zona D29 058057-P03d (via del Divino Amore). Il Comune affermava la necessità di adeguare la previsione urbanistica alla destinazione industriale-commerciale-artigianale stabilita con la variante al PRG del 29 ottobre 2004. Viceversa il Dipartimento regionale del Territorio ha affermato la vocazione agricola del territorio in oggetto.
Nell'aprile 2011 l'ASTRAL, l'ente regionale per le strade, ha fatto sapere che non sarà possibile realizzare la prevista rotatoria all'incrocio tra la strada regionale 207 via Nettunense e la strada provinciale via del Divino Amore (ora semaforizzato) a causa dell'autorizzazione data dal Comune di Marino all'apertura di un distributore di benzina proprio in quel punto.

### Il programma integrato di intervento
L'8 aprile 2011 la delibera di Giunta regionale del Lazio n° 123 approvò uno schema di protocollo d'intesa tra la Regione Lazio ed il Comune di Marino "al fine di provvedere a ridefinire ed attuare la pianificazione e la riqualificazione urbanistica comunale attraverso l'adozione e/o l'approvazione di piani e programmi necessari al perseguimento di un corretto ed equilibrato sviluppo del territorio".
Il giorno 15 aprile, il vicepresidente del Consiglio regionale ed assessore all'Urbanistica della giunta Polverini, Luciano Ciocchetti, annunciò da Santa Maria delle Mole che era stato concluso il protocollo d'intesa tra Comune e Regione. In realtà pare che il protocollo d'intesa, il cui valore era solamente politico, sia stato concretamente firmato solo il 14 giugno 2012.
Il 3 agosto 2011 il Consiglio comunale di Marino ha approvato cinque delibere con cui ha "preso atto" del progetto: 
- delibera n° 35 ("Presa d'atto del protocollo d'intesa Regione Lazio-Comune di Marino ed atti di pianifiazione urbanistica");
- delibera n° 36 (c.d. "masterplan");
- delibera n° 37 ("Piano integrato di intervento e variante Divino Amore, mandato al sindaco per la sottoscrizione dell'accordo di programma");
- delibera n° 38
- delibera n° 39 ("Piano integrato di intervento e variante Mugilla, mandato al sindaco per la sottoscrizione dell'accordo di programma").

Il Consiglio comunale deliberò a maggioranza con il voto contrario di tutta l'opposizione, tra le vivaci proteste di associazioni ambientaliste e di presidio del territorio, che annunciarono la creazione dell'aggregazione Argine via del Divino Amore (ADA).
L'allora sindaco Palozzi dichiarò di "aver salvato quel territorio dallo scempio di due milioni di metri cubi di zona industriale". Gli atti di pianificazione approvati con le delibere consiliari comunali sopracitate sono stati depositati il 26 ottobre 2011, per la durata di quindici giorni, presso l'Ufficio tecnico comunale di Marino, per la possibilità di proporre le osservazioni di rito.

#### Contestazioni pendenti
Avverso la delibera di Giunta regionale 123 del 2011, e le delibere del Consiglio comunale di Marino 35 e derivate, sono stati proposti:
- un ricorso giurisdizionale al Tribunale amministrativo regionale del Lazio, presentato il 17 dicembre 2011[27] dall'associazione ADA con il successivo intervento ad adiuvandum di Italia Nostra Castelli Romani;
- un ricorso giurisdizionale al TAR del Lazio, presentato dalla Città metropolitana di Roma Capitale;
- un ricorso straordinario al Presidente della Repubblica, presentato nel febbraio 2012 dall'Associazione contro le nocività ed altri.

Sono state inoltre presentati davanti al Consiglio regionale del Lazio:
- un'interrogazione del consiglieri Bonelli del gruppo Verdi, depositata il 21 febbraio 2013;
- una mozione dei consiglieri Ciarla, Simone Lupi, Vincenzi, ed altri del gruppo Partito Democratico, depositata il 4 luglio 2013;
- una mozione dei consiglieri Denicolò e Porrello, del gruppo Movimento 5 Stelle, depositata il 17 aprile 2013.[20]

Sono state inoltre presentate davanti al Consiglio comunale di Marino:
- una mozione per l'annullamento in autotutela della stessa delibera ed atti dipendenti, presentata dal consigliere comunale Adolfo Tammaro (Movimento per il Cambiamento) il 19 settembre 2013, la cui discussione fu rinviata per essere votata e rigettata dal Consiglio il 16 dicembre 2013;
- una mozione dal medesimo oggetto, presentata il 5 novembre 2014 dai consiglieri Adolfo Tammaro (Movimento per il Cambiamento), Carlo Colizza, Marco Cacciatore, Anna Paterna (Movimento 5 Stelle), Enrico Iozzi ed Eleonora Di Giulio (Unione di Centrosinistra), ampiamente discussa e rigettata il 27 novembre 2014.[24]

Il 3 maggio 2016 è stata anche presentata alla Camera dei deputati dai deputati Arturo Scotto, Stefano Fassina e Filiberto Zaratti (Sinistra Italiana) una interpellanza al Ministro del lavoro e delle politiche sociali relativa al programma integrato di intervento del Divino Amore.

### Risalto mediatico
Il 25 aprile 2013 gli attivisti di ADA sono stati ospitati durante lo spazio mattutino di informazione locale del Tg3.
L'ex-sindaco Adriano Palozzi, eletto nel 2013 consigliere regionale, è tornato più volte a ribadire la sua posizione sulla questione.
Il periodico locale Il Caffè dei Castelli Romani si è più volte occupato della vicenda, pubblicando anche a maggio 2016 uno stralcio di intercettazione tra un tecnico comunale ed un politico in cui si parlava del Divino Amore (il Comune di Marino era all'epoca commissariato).
La vicenda del Divino Amore è stata oggetto di un articolo de Il Fatto Quotidiano (che si era già interessato della vicenda nel dicembre 2013, in piena polemica contro l'allora presidente dell'INPS Antonio Mastrapasqua) il 5 maggio 2016. Il giornale denunciava gli interessi (reputati fuori luogo) dell'INPS nell'operazione del Divino Amore.
Anche il Corriere della Sera il 15 maggio 2016 si è interessato alla questione.

## Monumenti e luoghi d'interesse
L'area è interessata da diversi ritrovamenti che fanno supporre l'esistenza, in età antica, di alcuni insediamenti umani sparsi. Uno di questi è noto come "oppidum della Giostra", dal nome del vicino fosso della Giostra, frettolosamente indicato dagli eruditi sette e ottocenteschi con l'abitato fortificato di Tellenae. Probabilmente fondato alla metà del IV secolo a.C., questo oppidum fu abbandonato dopo le guerre sannitiche (terminate nel 295 a.C.).
Si pensa che il toponimo "della Giostra", che ricorre anche in una strada della frazione marinese di Frattocchie, sia da mettere in relazione con i vicini resti del circo di Bovillae, scavato e riportato in luce per quanto ne restava nel 1823-1825. Si ritiene che la Bovillae di età imperiale fosse situata in prossimità dell'attuale chilometro 20 della strada statale 7 via Appia Nuova, nel triangolo delimitato dalle vie Appia, Nettunense e dei Ceraseti.
Un altro abitato è stato identificato, a sud-ovest di Santa Maria delle Mole, su una collinetta trapezoidale a cavallo del confine comunale tra Roma e Marino: si tratterebbe di Mugillae, altro insediamento fortificato latino noto per essere stato assediato, saccheggiato e distrutto nel 490 a.C. da Gneo Marcio Coriolano, passato alla guida dei Volsci contro Roma. Nello stesso sito in età imperiale sorse una villa romana piuttosto vasta, di cui sono stati rinvenuti resti di due cisterne d'acqua e di un muro di sostruzione in opera reticolata, sul versante sud-est della collinetta.
Tra la strada provinciale 91/b via del Divino Amore ed il fosso delle Scopette-di Fioranello sono stati individuati i resti di due pagi, ossia abitati rurali, di età repubblicana.